# Birtavarre
Birtavarre (nordsamiska: Gáivuonbahta, kvänska: Pirttavaara) är en tätort i Kåfjords kommun i Troms fylke i norra Norge. Orten ligger vid Europaväg 6, längst inne vid Kåfjorden. Här finns Birtavarre bönhus.